# Битка при Лепанто
 Тази статия е за битката при Лепанто през 1571 година.  За другите битки при Лепанто вижте битка при Лепанто (пояснение).  
Битката при Лепанто е морско сражение, състояло се на 7 октомври 1571 г. в Патраския залив, при нос Скрофа в Йонийско море.
Обединените сили на Свещената лига (коалиция от европейски католически държави) извоюват решителна победа срещу флота на Османската империя в пет-часово сражение водено в северната част на Коринтския залив. Победата на Свещената лига прекъсва доминацията на османците в Средиземно море. Лепанто е последната голяма морска битка, водена изцяло с галери и носи голямо символично значение.

## Предпоставки
Християнската коалиция е насърчена от папа Пий V да спаси венецианската колония във Фамагуста на остров Кипър, която била обсадена от османците през пролетта/лятото на 1571. По-рано през 1570 били превзети и другите владения на Венеция в Кипър, между които и Никозия.
Получил благословия от папата, флотът достига Неаполитанското кралство на 14 август 1571 г. Там в базиликата на Света Клара за водач на коалицията след дълги дискусии е определен Хуан Австрийски.
Въпреки лошото време християнските кораби отплават на юг и на 6 октомври достигат пристанището Сами на остров Кефалония. Тук научават за падането на Фамагуста и жестокото убийство на командира на крепостта Марко Антонио Брагадин. Фамагуста била обсадена от турците и на 1 август венецианците се предават, след като им било обещано, че ще могат свободно да напуснат Кипър. Въпреки това османският главнокомандващ Лала Кара Мустафа паша не спазва уговорката и пленява венецианците. На 7 октомври корабите достигат Патраския залив, където срещат османския флот.

## Силите на Лигата
Главнокомандващ на съюзническия флот е 24-годишният Хуан Австрийски, извънбрачен син на испанския крал Карл V и доведен брат на управляващия Филип II.
Силите на обединената Свещена лига представляват най-силния и многочислен флот, който някога е виждала Европа. Наброява повече от 300 различни съда, от които 108 венециански галери, 81 испански галери, 32 галери от папската армия и други италиански държави и освен това 6 огромни венециански галеаси. Общата численост на екипажа на тези съдове е около 84 000 души. Християните разполагат с около 28 000 бойци, въоръжени с аркебузи и мускети.

## Сили на Османската империя
Турският флот е командван от Муезин-Заде-Али, познат като Али паша. Общата численост на екипажите достига 88 000 души. Турците имат приблизително същия брой войници като силите на Свещената лига, част от тях въоръжени с лъкове. Но докато дон Хуан Австрийски може да разчита и на около 10 000 гребци, то гребците на турските кораби са поробени християни, които при поражение на османския флот се надявали да получат свободата си.

## Сражението
Съюзническият флот блокира турските кораби в Патраския залив. Турският главнокомандващ предполагал, че силите на съюзниците са при остров Кефалония, а дон Хуан Австрийски считал, че турците са в тяхната база – Лепанто.
Сутринта на 7 октомври 1571 г. двата флота, съвсем неочаквано и за двете страни, се срещат при входа на залива, на 60 км от Лепанто (днес Навпакт).

## Значение
Битката при Лепанто слага край на господството на турския флот в Средиземно море. Съюзническият флот удържа победа, но не се възползва от това. Вместо да се предприемат действия, започват спорове за далечни планове. Испанците извършват десант в Тунис, а венецианците воюват в Далмация. Турският султан получава възможност да възстанови своя флот и през пролетта на следващата година турците построяват 220 галери. Флотът излиза в морето под командването на Улудж Али.
Свещената лига се разпада и през март 1573 г. правителството на Венеция подписва договор с Османската империя, според който отстъпва Кипър на турците и трябва да изплати големи контрибуции. Турците отново стават господари на източната част на Средиземно море.
След битката Йосиф Наси, влиятелна фигура в Османската империя, е заточен на остров Наксос, а влиянието му в османските държавни и други дела ограничено.

## Други
В битката при Лепанто участва Мигел де Сервантес. В сраженията авторът на „Дон Кихот“ губи лявата си ръка.